# Community Shield 2007
La Community Shield 2007 fue la edición Nº 85 de la competición, fue disputada entre el campeón de la Premier League 2006/07, el Manchester United y el campeón de la FA Cup 2006-07, el Chelsea FC.
El partido se disputó el 5 de agosto de 2007 y, por primera vez, en el nuevo Wembley ante 80.731 espectadores.
El encuentro finalizó 1-1 y se decidió por penaltis con un resultado de 0-3, así el trofeo se lo adjudicó el Manchester United consiguiendo su trofeo nº 16 en esta competición inglesa.

## Community Shield 2007

### Equipos
| Manchester United |  | Bandera de Inglaterra |  | Campeón de la Premier League (2006/07) |
| Chelsea           |  | Bandera de Inglaterra |  | Campeón de la FA Cup (2006-07)         |

### Partido
| CHELSEA:      |    |                       |       |     |
|               |    |                       |       |     |
| POR           | 1  | Petr Čech             |       |     |
| DEF           | 2  | Glen Johnson          |       | 78' |
| DEF           | 6  | Ricardo Carvalho      | 63'   |     |
| DEF           | 22 | Tal Ben Haim          | 33'   |     |
| DEF           | 3  | Ashley Cole           |       | 68' |
| MED           | 5  | Michael Essien        |       |     |
| MED           | 12 | John Obi Mikel        | 90+1' |     |
| MED           | 8  | Frank Lampard         |       |     |
| DEL           | 24 | Shaun Wright-Phillips |       |     |
| DEL           | 15 | Florent Malouda       |       | 52' |
| DEL           | 10 | Joe Cole              |       | 82' |
| Suplentes:    |    |                       |       |     |
| MED           | 9  | Steve Sidwell         |       | 78' |
| MED           | 19 | Lassana Diarra        |       | 68' |
| DEL           | 14 | Claudio Pizarro       |       | 52' |
| DEL           | 17 | Scott Sinclair        |       | 82' |
| Entrenador:   |    |                       |       |     |
| José Mourinho |    |                       |       |     |

| MANCHESTER UNITED: |    |                   |       |     |
|                    |    |                   |       |     |
| POR                | 1  | Edwin van der Sar |       |     |
| DEF                | 6  | Wes Brown         |       |     |
| DEF                | 5  | Rio Ferdinand     |       |     |
| DEF                | 15 | Nemanja Vidic     |       |     |
| DEF                | 27 | Mikaël Silvestre  |       | 68' |
| MED                | 7  | Cristiano Ronaldo |       |     |
| MED                | 22 | John O'Shea       |       |     |
| MED                | 16 | Michael Carrick   |       |     |
| MED                | 3  | Patrice Evra      |       |     |
| DEL                | 11 | Ryan Giggs        |       | 81' |
| DEL                | 10 | Wayne Rooney      | 45+3' |     |
| Suplentes:         |    |                   |       |     |
| MED                | 17 | Nani              |       | 68' |
| MED                | 24 | Darren Fletcher   |       | 81' |
| Entrenador:        |    |                   |       |     |
| Sir Alex Ferguson  |    |                   |       |     |

|  | 45' | Florent Malouda | 1-1 |

|  | 35' | Ryan Giggs | 0-1 |

| Claudio Pizarro       |  | Fallo de penal (saved) |
| Frank Lampard         |  | Fallo de penal (saved) |
| Shaun Wright-Phillips |  | Fallo de penal (saved) |

|  | Acierto de penal | Rio Ferdinand   |
|  | Acierto de penal | Michael Carrick |
|  | Acierto de penal | Wayne Rooney    |

| CHELSEA:      |    |                       |       |     |
|               |    |                       |       |     |
| POR           | 1  | Petr Čech             |       |     |
| DEF           | 2  | Glen Johnson          |       | 78' |
| DEF           | 6  | Ricardo Carvalho      | 63'   |     |
| DEF           | 22 | Tal Ben Haim          | 33'   |     |
| DEF           | 3  | Ashley Cole           |       | 68' |
| MED           | 5  | Michael Essien        |       |     |
| MED           | 12 | John Obi Mikel        | 90+1' |     |
| MED           | 8  | Frank Lampard         |       |     |
| DEL           | 24 | Shaun Wright-Phillips |       |     |
| DEL           | 15 | Florent Malouda       |       | 52' |
| DEL           | 10 | Joe Cole              |       | 82' |
| Suplentes:    |    |                       |       |     |
| MED           | 9  | Steve Sidwell         |       | 78' |
| MED           | 19 | Lassana Diarra        |       | 68' |
| DEL           | 14 | Claudio Pizarro       |       | 52' |
| DEL           | 17 | Scott Sinclair        |       | 82' |
| Entrenador:   |    |                       |       |     |
| José Mourinho |    |                       |       |     |

| MANCHESTER UNITED: |    |                   |       |     |
|                    |    |                   |       |     |
| POR                | 1  | Edwin van der Sar |       |     |
| DEF                | 6  | Wes Brown         |       |     |
| DEF                | 5  | Rio Ferdinand     |       |     |
| DEF                | 15 | Nemanja Vidic     |       |     |
| DEF                | 27 | Mikaël Silvestre  |       | 68' |
| MED                | 7  | Cristiano Ronaldo |       |     |
| MED                | 22 | John O'Shea       |       |     |
| MED                | 16 | Michael Carrick   |       |     |
| MED                | 3  | Patrice Evra      |       |     |
| DEL                | 11 | Ryan Giggs        |       | 81' |
| DEL                | 10 | Wayne Rooney      | 45+3' |     |
| Suplentes:         |    |                   |       |     |
| MED                | 17 | Nani              |       | 68' |
| MED                | 24 | Darren Fletcher   |       | 81' |
| Entrenador:        |    |                   |       |     |
| Sir Alex Ferguson  |    |                   |       |     |

|  | 45' | Florent Malouda | 1-1 |

|  | 35' | Ryan Giggs | 0-1 |

| Claudio Pizarro       |  | Fallo de penal (saved) |
| Frank Lampard         |  | Fallo de penal (saved) |
| Shaun Wright-Phillips |  | Fallo de penal (saved) |

|  | Acierto de penal | Rio Ferdinand   |
|  | Acierto de penal | Michael Carrick |
|  | Acierto de penal | Wayne Rooney    |

| Campeón Community Shield 2007 |
| ----------------------------- |
| Manchester United 16º título  |

| Predecesor: Community Shield 2006 | Community Shield 2007 | Sucesor: Community Shield 2008 |